# Lista de companhias aéreas da Turquia
Esta é uma lista de companhias aéreas da Turquia.
| Nome                                                  | Tipo [a] | Código IATA | Fundação | Base de operações                 | Nº de aviões | Frota                                                                                    |
| Nome                                                  | Tipo [a] | Código ICAO | Fundação | Base de operações                 | Nº de aviões | Frota                                                                                    |
| ----------------------------------------------------- | -------- | ----------- | -------- | --------------------------------- | ------------ | ---------------------------------------------------------------------------------------- |
| ACT Airlines                                          | C        |             | 2004     | Istambul, Sabiha Gökçen           | 6            | 6 Airbus A300B4-200F                                                                     |
| ACT Airlines                                          | C        | RUN         | 2004     | Istambul, Sabiha Gökçen           | 6            | 6 Airbus A300B4-200F                                                                     |
| AnadoluJet                                            | P        | TK          | 2008     | Ancara, Esenboğa                  | 23           | 1 Airbus A320-200 2 ATR-72 10 Boeing 737-700 10 Boeing 737-800                           |
| AnadoluJet                                            | P        | AJA         | 2008     | Ancara, Esenboğa                  | 23           | 1 Airbus A320-200 2 ATR-72 10 Boeing 737-700 10 Boeing 737-800                           |
| Atlasjet                                              | P        | KK          | 2001     | Istambul, Atatürk                 | 15           | 2 Airbus A320-200 6 Airbus A321-200 3 Airbus A330-200 4 Boeing 757-200                   |
| Atlasjet                                              | P        | KKK         | 2001     | Istambul, Atatürk                 | 15           | 2 Airbus A320-200 6 Airbus A321-200 3 Airbus A330-200 4 Boeing 757-200                   |
| Borajet                                               | P        | YB          | 2010     | Istambul, Sabiha Gökçen           | 5            | 4 ATR 72-500 1 Bombardier Global Express                                                 |
| Borajet                                               | P        | BRJ         | 2010     | Istambul, Sabiha Gökçen           | 5            | 4 ATR 72-500 1 Bombardier Global Express                                                 |
| Corendon Airlines                                     | P        |             | 2005     | Antália                           | 7            | 1 Boeing 737-300 4 Boeing 737-400 2 Boeing 737-800                                       |
| Corendon Airlines                                     | P        | CAI         | 2005     | Antália                           | 7            | 1 Boeing 737-300 4 Boeing 737-400 2 Boeing 737-800                                       |
| Freebird Airlines                                     | P        | FH          | 2000     | Istambul, Atatürk                 | 7            | 5 Airbus A320-200 2 Airbus A321-200                                                      |
| Freebird Airlines                                     | P        | FHY         | 2000     | Istambul, Atatürk                 | 7            | 5 Airbus A320-200 2 Airbus A321-200                                                      |
| IZair                                                 | P        | 4I          | 2005     | Esmirna, Adnan Menderes           | 7            | 3 Airbus A319-132 2 Airbus A320-233 2 Boeing 737-800                                     |
| IZair                                                 | P        | IZM         | 2005     | Esmirna, Adnan Menderes           | 7            | 3 Airbus A319-132 2 Airbus A320-233 2 Boeing 737-800                                     |
| MNG Airlines                                          | C        | MB          | 1997     | Istambul, Atatürk                 | 12           |                                                                                          |
| MNG Airlines                                          | C        | MNB         | 1997     | Istambul, Atatürk                 | 12           |                                                                                          |
| Onur Air                                              | P        | 8Q          | 1992     | Istambul, Atatürk                 | 30           | 6 Airbus A300-600R 16 Airbus A320 3 Airbus A330-300 5 McDonnell Douglas MD-88            |
| Onur Air                                              | P        | OHY         | 1992     | Istambul, Atatürk                 | 30           | 6 Airbus A300-600R 16 Airbus A320 3 Airbus A330-300 5 McDonnell Douglas MD-88            |
| Orbit Express Airlines                                | P        | OA          | 1993     | Ancara, Esenboğa                  | 6            | 4 Airbus A300F4 2 Airbus A310                                                            |
| Orbit Express Airlines                                | P        | OAC         | 1993     | Ancara, Esenboğa                  | 6            | 4 Airbus A300F4 2 Airbus A310                                                            |
| Pegasus Airlines                                      | P        | PC          | 1989     | \|Istambul, Sabiha Gökçen         | 28           | 2 Boeing 737-400 3 Boeing 737-500 23 Boeing 737-800                                      |
| Pegasus Airlines                                      | P        | PGT         | 1989     | \|Istambul, Sabiha Gökçen         | 28           | 2 Boeing 737-400 3 Boeing 737-500 23 Boeing 737-800                                      |
| Saga Airlines                                         | P        | 2J          | 2004     | Istambul, Atatürk                 | 9            | 2 Airbus A310-304 1 Airbus A330-343 2 Boeing 737-400 4 Boeing 737-800                    |
| Saga Airlines                                         | P        | SGX         | 2004     | Istambul, Atatürk                 | 9            | 2 Airbus A310-304 1 Airbus A330-343 2 Boeing 737-400 4 Boeing 737-800                    |
| Sky Airlines                                          | P        | ZY          | 2001     | Antália                           | 17           | 3 Airbus A320-200 2 Airbus A321-200 6 Boeing 737-400 4 Boeing 737-800 2 Boeing 737-900ER |
| Sky Airlines                                          | P        | SHY         | 2001     | Antália                           | 17           | 3 Airbus A320-200 2 Airbus A321-200 6 Boeing 737-400 4 Boeing 737-800 2 Boeing 737-900ER |
| SunExpress                                            | P        | XQ          | 1990     | Antália                           | 25           | 25 Boeing 737-800                                                                        |
| SunExpress                                            | P        | SXS         | 1990     | Antália                           | 25           | 25 Boeing 737-800                                                                        |
| Tailwind Airlines                                     | P        |             | 2006     | Istambul, Sabiha Gökçen e Antália | 5            | 5 Boeing 737-400                                                                         |
| Tailwind Airlines                                     | P        | TWI         | 2006     | Istambul, Sabiha Gökçen e Antália | 5            | 5 Boeing 737-400                                                                         |
| Turkish Airlines                                      | P        | TK          | 1933     | Istambul, Atatürk                 | 156          |                                                                                          |
| Turkish Airlines                                      | P        | THY         | 1933     | Istambul, Atatürk                 | 156          |                                                                                          |
| Turkuaz Airlines (encerrou em 17 de dezembro de 2010) | P        |             | 2006     | Ancara, Esenboğa                  | 8            | 5 Airbus A320-232 3 Airbus A320-211                                                      |
| Turkuaz Airlines (encerrou em 17 de dezembro de 2010) | P        | TRK         | 2006     | Ancara, Esenboğa                  | 8            | 5 Airbus A320-232 3 Airbus A320-211                                                      |
| ULS Airlines Cargo                                    | C        | GO          | 2004     | Istambul, Atatürk                 | 6            | 3 Airbus A300B4F Airbus A310-300F                                                        |
| ULS Airlines Cargo                                    | C        | KZU         | 2004     | Istambul, Atatürk                 | 6            | 3 Airbus A300B4F Airbus A310-300F                                                        |
| [a] ^ Tipos: P - passageiros; C - carga               |          |             |          |                                   |              |                                                                                          |